# Найман, Моузес
Моузес Найман (англ. Moses Nyeman, американское произношение: [ˈmoʊzɪs 'naɪmæn]; родился 5 ноября 2003) — американский футболист, полузащитник клуба «Миннесота Юнайтед».

## Клубная карьера
Воспитанник футбольной академии «Ди Си Юнайтед». Летом 2019 года отправился в аренду в «Лаудон Юнайтед», фарм-клуб «Ди Си Юнайтед». 29 июля 2019 года забил свой первый гол за клуб в матче против «Луисвилл Сити» в рамках Чемпионшипа ЮСЛ.
3 октября 2019 года Найман подписал «доморощенный» контракт с клубом MLS «Ди Си Юнайтед», став 13-м «доморощенным» игроком клуба и вторым (после Фредди Аду) в списке самых молодых игроков в истории клуба.
29 августа 2020 года Найман дебютировал в MLS, выйдя на замену Юлиану Гресселю в матче против клуба «Филадельфия Юнион». 27 сентября 2020 года впервые вышел в стартовом составе «Ди Си Юнайтед» в матче против «Нью-Инглэнд Революшн».
29 августа 2022 года Найман перешёл в клуб бельгийской Челленджер-про-лиги «Беверен», подписав двухлетний контракт с опцией продления ещё на два года.
20 февраля 2023 года Найман вернулся в MLS, отправившись в аренду в «Реал Солт-Лейк» до конца календарного года с опцией выкупа. За «Реал Солт-Лейк» дебютировал 17 июня 2023 года в матче против своего бывшего клуба «Ди Си Юнайтед», выйдя на замену во втором тайме вместо Яспера Лёффельзенда. По окончании сезона MLS 2023 срок действия арендного соглашения Наймана истёк, и «Реал Солт-Лейк» обсудил варианты его трансфера из «Беверена» и контракт.
25 января 2024 года Найман перешёл в «Миннесоту Юнайтед», подписав однолетний контракт с опциями продления на сезоны 2025 и 2026. За «Миннесоту Юнайтед» дебютировал 2 марта 2024 года в матче против «Коламбус Крю», выйдя на замену во втором тайме вместо Алехандро Брана.

## Карьера в сборной
Найман имеет гражданство Либерии, где он родился и где проживает его отец, но до получения гражданства США не может представлять эту страну в официальных матчах. В 2019 году он провёл несколько «неофициальных» матчей за сборную США до 16 лет.